# William McKinney
William „Bill“ McKinney (* 17. September 1895 in Cynthiana, Kentucky; † 14. Oktober 1969 ebenda) war ein US-amerikanischer Jazz-Schlagzeuger und Bandleader, Leiter von McKinney’s Cotton Pickers.
McKinney arbeitete als Schlagzeuger in einer Zirkusband und leitete nach dem Wehrdienst im Ersten Weltkrieg in Springfield, Ohio, die „Synco Jazz Band“, wobei er das Schlagzeugspiel Cuba Austin überließ. Nach Touren nicht nur im Mittleren Westen, sondern bis nach Kalifornien, residierten sie 1926 im Arcadia Ballroom in Detroit. Nachdem ihnen Jean Goldkette einen lukrativeren Auftritt im Greystone Hotel Ball Room verschafft hatte, nannten sie sich „McKinney’s Cotton Pickers.“ Die Musikalische Leitung hatte Don Redman. Erste Aufnahmen machten sie 1928. Nach der Auflösung der Band in der Depressionszeit 1934 leitete er eine Tanzband in Boston, war aber ab 1937 Manager eines Cafés mit Tanzhalle in Detroit. Außerdem managte er Bands. In den 1950er Jahren zog er sich aus dem Musikgeschäft zurück, arbeitete in einer Autofabrik in Detroit und ging dann wieder in seine Heimatstadt Cynthiana. 1978 schrieb John Chilton seine Biographie.